# 3713-as mellékút (Magyarország)
A 3713-as számú mellékút egy majdnem pontosan 20 kilométeres hosszúságú, négy számjegyű mellékút Borsod-Abaúj-Zemplén vármegyében; a Hernád völgyének keleti oldalán húzódik Abaújkértől Göncig.

## Nyomvonala
A 39-es főútból ágazik ki, annak a 8+250-es kilométerszelvénye közelében, északi irányban, Abaújkér központjának északi részén; ugyanott ágazik ki a főútból kelet felé a 3705-ös út is. Rövid belterületi szakaszán a Kassai utca nevet viseli, de alig 300 méter után elhagyja a lakott területet, és a Szerencs–Hidasnémeti-vasútvonal vágányai mellé simulva folytatódik.
1,9 kilométer után átlép Boldogkőváralja határai közé, de e településnek csak külterületi részeit érinti, a központjába csak a 3714-es út vezet, mely 4,5 kilométer után ágazik ki a 3713-asból, délkelet felé. Kevéssel ezen elágazás előtt még elhalad az út Boldogkőváralja megállóhely térsége mellett – illetve kiágazik belőle nyugat felé, a megállóhely kiszolgálására a rövidke 37 309-es számú mellékút –, az elágazást követően pedig keresztezi a vasút nyomvonalát és lassanként eltávolodik attól.
5,4 kilométer megtételét követően elhalad Boldogkőváralja, Hernádcéce és Arka hármashatára mellett, ugyanott kiágazik belőle nyugat felé a 37 111-es számú mellékút, mely Hernádcéce két különálló községrészébe, Felsőcécére, s azon keresztül Alsócéce központjáig vezet. Mintegy 700 méteren át Hernádcéce és Arka határvonalát követi, majd elhalad e két település és Vizsoly hármashatára mellett, s ugyanott ismét egy elágazása következik: ott Korlát-Fony felé vezető 3715-ös út válik ki belőle északkeleti irányban.
Vizsoly területén folytatódik: 7,6 kilométer után kiágazik belőle a vizsolyi kőfejtő bejárati útja, s kicsivel ezután be is lép a település házai közé, a Szent János utca nevet felvéve. 8,7 kilométer megtétele után éri el a község központjának déli részét – ott található, egymás közvetlen közelében a falu görög katolikus és református temploma, illetve az első magyar biblianyomtatás emlékét őrző „élménymúzeum” is –, pár száz méterrel arrébb pedig a helyi katolikus templomhoz és az itteni Mézmúzeumhoz lehet letérni. Majdnem pontosan 9,8 kilométer után lép ki a településről, ugyanott beletorkollik nyugat felől a Novajidránytól idáig vezető 3724-es út.
11,1 kilométer után lépi át a következő település, Vilmány határát, alig 300 méterrel arrébb pedig e falu lakott területének déli szélét. Fő utca néven halad végig a községen, közben – a 12+100-as kilométerszelvénye közelében – kiágazik belőle kelet felé a Zempléni-hegységet keresztülszelő, egészen Vámosújfaluig húzódó 3716-os út, a 13+250-es kilométerszelvénynél pedig a 37 112-es számú mellékút, mely Hejcére vezet. 13,6 kilométer után hagyja maga mögött a község lakott területét és mintegy 14,3 kilométer után lépi át annak északi határát.
Göncruszkai határok közt halad tovább, a falut 15,5 kilométer után éri el, helyi neve itt is Fő utca. Még a 16. kilométere előtt kiágazik belőle keletnek a vasút Göncruszka megállóhelyét kiszolgáló, számozatlan önkormányzati út, ezután végighalad a község központján, 16,8 kilométer után pedig ki is lép a belterületről. Körülbelül a 17+250-es kilométerszelvényétől Gönc határai között folytatódik, a 19. kilométere után pedig eléri a kisváros lakott területének délnyugati szélét. Röviddel ezután újra keresztezi a Szerencs–Hidasnémeti-vasútvonal vágányait, utolsó szakaszán pedig Gönc legnyugatibb fekvésű utcájaként húzódik. A 3708-as útba beletorkollva ér véget, annak a 3+750-es kilométerszelvénye közelében.
Teljes hossza, az országos közutak térképes nyilvántartását szolgáló kira.kozut.hu adatbázisa szerint 19,928 kilométer.

## Története
1934-ben már szinte a teljes hosszában meglévő, autóbusz-forgalmat is bonyolító mellékút volt. Az akkori nyomvonal csak annyiban tért el a jelenlegitől, hogy Vizsolytól délre Boldogkőváralja felé folytatódott és úgy érte el Abaújkér térségét.

## Települések az út mentén
- Abaújkér
- Boldogkőváralja
- (Hernádcéce)
- (Arka)
- Vizsoly
- Vilmány
- Göncruszka
- Gönc